# Graziano Bini
Graziano Bini (født 7. januar 1955 i San Daniele Po, Italien) er en italiensk tidligere fodboldspiller (forsvarer). Han spillede i 14 år for Inter, og vandt både et italiensk mesterskab og to Coppa Italia-titler med klubben.

## Titler
Serie A
- 1980 med Inter

Coppa Italia
- 1978 og 1982 med Inter